# Gokurakugai
Gokurakugai (極楽街) est un manga écrit et dessiné par Yuto Sano. La série est publiée au Japon depuis juillet 2022 dans le magazine mensuel Jump Square de l'éditeur Shueisha. La version française est éditée par Pika Édition et le premier volume sort en juin 2024.

## Synopsis
Tao et Alma dirigent une agence de « résolution de problèmes », à Gokurakugai, un quartier ouvrier peuplé d'humains et d'hommes-bêtes. Le duo s'occupe de petits boulots, comme les affaires de disparitions et la récupération de preuves incriminantes pour des hommes d'affaires. Le malaise dans la ville grandit à mesure que les disparitions se multiplient et que des cadavres d'animaux défigurés sont retrouvés. Alors qu'ils enquêtent sur des disparitions, le duo est attaqué par des magas, des monstres autrefois humains. Par la suite, le duo va continuer d'explorer davantage le côté obscur caché de la ville.

## Publication
Gokurakugai est écrit et dessiné par Yuto Sano. Un chapitre one shot du nom de Gokurakugai Sanban-doori no Ken (極楽街三番通の件) a été publié le 27 janvier 2020 dans le magazine Jump SQ de l'éditeur Shueisha,. La série longue est publiée à partir du 4 juillet 2022 de nouveau par l'éditeur Shueisha via son magazine mensuel Jump Square. L'éditeur Shueisha publie la série sous format tankōbon à partir du 4 novembre 2022. Le 2 mai 2025, 5 volumes ont été publiés.
En octobre 2023, Pika Édition annonce la publication de la version française et la sortie du premier volume pour 12 juin 2024,.

### Liste des volumes
| no | Japonais         | Japonais          | Français        | Français          |
| no | Date de sortie   | ISBN              | Date de sortie  | ISBN              |
| --- | ---------------- | ----------------- | --------------- | ----------------- |
| 1 | 4 novembre 2022  | 978-4-08-882740-7 | 12 juin 2024    | 978-2-81-168616-1 |
| Liste des chapitres : - Chapitre 1 : Le bureau des résolutions de Gokurakugai (極楽街の解決屋, Gokurakugai no Kaiketsu-ya) - Chapitre 2 : Maison (ホーム, Hōmu) - Chapitre 3 : Mauvaise pioche (ハズレ, Hazure) |                  |                   |                 |                   |
| 2 | 4 avril 2023     | 978-4-08-883462-7 | 28 août 2024    | 978-2-81-169040-3 |
| Liste des chapitres : - Chapitre 4 : Moins on en sait, mieux on se porte (知らぬが仏, Shiranu ga Hotoke) - Chapitre 5 : L'enfant prodige (寧馨児, Nei Keiji) - Chapitre 6 : Le souhait de la jeune fille (少女の憧憬, Shōjo no Shōkei) - Chapitre Bonus : Jour de repos (忙中有閑, Bōchū Yūkan) - One-Shot : L'affaire de la rue numéro 3 du Gokurakugai                               |                  |                   |                 |                   |
| 3 | 4 décembre 2023  | 978-4-08-883725-3 | 9 octobre 2024  | 978-2-81-169188-2 |
| Liste des chapitres : - Chapitre 7 : 呻吟 (Shingin) - Chapitre 8 : 遭逢と暴走 (Sōhō to Bōsō) - Chapitre 9 : 叶えてくれた人 (Kanaete Kureta Hito) - Chapitre 10 : 救い (Sukui) - Chapitre 11 : 飲兵衛 (Nonbee) - Chapitre 12 : 怒髪衝 (Dohatsu Shōten) - Chapitre 13 : 再会 (Saikai) |                  |                   |                 |                   |
| 4 | 4 septembre 2024 | 978-4-08-884042-0 | 5 mars 2025     | 978-2-81-169404-3 |
| Liste des chapitres : - Chapitre 14 : 知るが煩悩 (Shiru ga Bon'nō) - Chapitre 15 : 逡巡 (Shunjun) - Chapitre 16 : 多事多難 (Tajitanan) - Chapitre 17 : キュートな彼女 (Kyūtona Kanojo) - Chapitre 18 : 女難 (Jonan) - Chapitre 19 : 重度な恋情 (Jūdona Renjō) - Chapitre Bonus : アルマも知らないタオの頭の中を覗いてみよう! (Aruma mo Shiranai Tao no Atama no Naka o Nozoite Miyou!) |                  |                   |                 |                   |
| 5 | 2 mai 2025       | 978-4-08-884290-5 | 3 décembre 2025 | 979-1-04-330019-6 |
| Liste des chapitres : - Chapitre 20 愛を喰らえ! (Ai wo Kurae!) - Chapitre 21 家族 (Kazoku) - Chapitre 22 とある屋敷の連続不審死事件 (To aru Yashiki no Renzoku Fushinshi Jiken) - Chapitre 23 仇 (Kyū) - Chapitre 24 どうして (Dōshite) - Chapitre 25 縁由 (En'yu) |                  |                   |                 |                   |
| — |                  |                   |                 |                   |

## Réception
La série s'est classée neuvième au Next Manga Awards 2023 dans la catégorie manga imprimé. Elle s'est placée dixième dans la septième édition de Tsutaya Comic Award de 2023. Elle s'est classée cinquième dans la liste des bandes dessinées recommandées par les employés de la Nationwide Bookstore de 2024.

### Œuvres
Édition japonaise
1. 1 2  (ja) « 極楽街 1 », sur Shueisha (consulté le 22 mai 2024)
2. 1 2  (ja) « 極楽街 2 », sur Shueisha (consulté le 22 mai 2024)
3. 1 2  (ja) « 極楽街 3 », sur Shueisha (consulté le 22 mai 2024)
4. 1 2  (ja) « 極楽街 4 », sur Shueisha (consulté le 21 juillet 2024)
5. 1 2  (ja) « 極楽街 5 », sur Shueisha (consulté le 18 mars 2025)

Édition française
1. 1 2  « Gokurakugai tome 1 », sur Pika Édition (consulté le 22 mai 2024)
2. 1 2  « Gokurakugai tome 2 », sur Pika Édition (consulté le 9 juin 2024)
3. 1 2  « Gokurakugai tome 3 », sur Pika Édition (consulté le 31 août 2024)
4. 1 2  « Gokurakugai tome 4 », sur Pika Édition (consulté le 13 octobre 2024)
5. 1 2  « Gokurakugai tome 5 », sur Pika Édition (consulté le 17 juin 2025)